# Walpole (ród)
Ród Walpole posiadał dobra w Norfolk od XII wieku. Nazwisko swe wziął od wioski Walpole. Jednym z wczesnych przedstawicieli rodziny był Ralph de Walpole, biskup Norwich od roku 1288 do 1299, biskup Ely od 1299 do śmierci (20 marca 1302. Do rodu należeli też trzej bracia: Edward (1560–1637), Richard (1564–1607) i Michael (1570–1624), wszyscy działali jako jezuici. Innym jezuitą był Henry Walpole (1558–1595), który napisał An Epitaph of the life and death of the most famous clerk and virtuous priest Edmund Campion. Aresztowany i torturowany zmarł 17 kwietnia 1595.
Późniejsi przedstawiciele rodu:
- Robert Walpole (1676–1745) – polityk i premier W. Brytanii od 1721 do 1742 r.
- Horatio Walpole, 1. baron Walpole of Wolterton (1678-1757) – brat poprzedniego, dyplomata.
- Horace Walpole, 4. hrabia Oxford – syn Roberta, pisarz i polityk.
- Robert Walpole (1736–1810) – syn Horatio of Wolterton, dyplomata.